# Prova masculina de pistola tir ràpid 25 m als JJOO París 2024
La prova masculina de pistola tir ràpid 25 metres als Jocs Olímpics de París 2024 serà la 27a edició de l'esdeveniment masculí en unes Olimpíades. La prova es disputarà entre el 4 i el 5 d'agost de 2024 al Centre Nacional de Tir, a la ciutat de Chateauroux.
El tirador francès Jean Quiquampoix és l'actual campió de la disciplina olímpica després de guanyar l'or als Jocs Olímpics de Tòquio 2020, per davant del cubà Leuris Pupo i del xinès Li Yuehong, qui van guanyar les medalles de plata i de bronze respectivament.
L'equip d'Alemanya és la selecció més guardonada, amb 4 medalles d'or, 2 de plata i 1 de bronze en les 26 edicions que la prova de 25 metres de pistola d'aire ha estat present als Jocs Olímpics. L'alemany Ralf Schumann amb 3 medalles d'or i 2 de plata és el tirador amb més medalles de la història de l'esdeveniment.

## Format
Els tiradors classificats han augmentat dels 27 que hi va haver a Tòquio, fins als 28 que hi haurà en aquesta edició.
La competició començarà amb la fase de classificació, on participaran els 28 tiradors classificats. Tots ells dispararan 60 trets dividits entre 2 fases de 30 trets cadascuna. Cada fase comptarà amb 6 sèries de 5 trets cadascuna: 2 sèries que s'hauran de fer en 8 segons, 2 en 6 segons i 2 més en 4 segons. Els 8 atletes amb la millor puntuació passaran a la final que es desenvoluparà en 2 fases: Relleu 1 + Relleu 2 i el "Medal Match" (partit de medalla). En cada relleu hi haurà 4 atletes, que començaran des de 0 i faran 4 sèries de 5 trets cadascuna. El temps de cada sèrie serà de 4 segons. El resultat serà "encert/error", amb una zona d'encert de 9,7 o superior. Al finalitzar aquestes sèries dos atletes de cada relleu seran eliminats i els dos primers passaran al partit per la medalla.
Els 4 tiradors finals començaran de 0 de nou i hauran de tornar a disparar 4 sèries de 5 trets cadascuna, amb un temps de 4 segons per sèrie. El resultat tornarà a ser "encert/error", amb una zona d'encert de 9,7 o superior. En finalitzar aquestes sèries, l'atleta amb menor puntuació serà eliminat. Els tres tiradors restants, dispararan en dues sèries més, amb el mateix procediment. Un cop finalitzades les sèries, el tirador amb menor puntuació, obtindrà la medalla de bronze. Finalment hi haurà dues sèries més amb el mateix procediment per determinar les medalles d'or i de plata.

## Classificació
França, com a país amfitrió ja té assignada una plaça a la prova. Les 2 primeres places es van assignar en el Campionat d'Europa de 25 i 50m i les 4 places següents van ser assignades en el Campionat del Món de Rifle i Pistola de 2022. A partir d'aquí, les places s'assignaran en diferents tornejos i proves a nivell continental o mundial, que es disputaran entre el 2023 i el 9 de juny de 2024. Finalment entre els tiradors que encara no estiguin classificats, s'assignarà una plaça segons el rànquing mundial olímpic ISSF i dues més segons el criteri de places universals, per garantir la diversitat dels participants. Cal tenir en compte que cada país, podrà tenir com a màxim dos competidors a la prova.
| Esdeveniment                         | Data                         | Seu              | Places | País          | Atleta                        |
| ------------------------------------ | ---------------------------- | ---------------- | ------ | ------------- | ----------------------------- |
| Campionat d'Europa de 25m i 50m      | 5 - 18 setembre 2022         | Breslau          | 2      | França        | Clément Bessaguet             |
| Campionat d'Europa de 25m i 50m      | 5 - 18 setembre 2022         | Breslau          | 2      | Alemanya      | Oliver Geis                   |
| Campionat del Món de Rifle & Pistola | 12 - 25 octubre 2022         | Caire            | 4      | Corea del Sud | Lee Gun-hyeok                 |
| Campionat del Món de Rifle & Pistola | 12 - 25 octubre 2022         | Caire            | 4      | Pakistan      | Ghulam Mustafa Bashir         |
| Campionat del Món de Rifle & Pistola | 12 - 25 octubre 2022         | Caire            | 4      | Alemanya      | Christian Reitz               |
| Campionat del Món de Rifle & Pistola | 12 - 25 octubre 2022         | Caire            | 4      | Xina          | Lu Zhiming                    |
| Campionat de les Amèriques           | 6 - 13 novembre 2022         | Lima             | 1      | Cuba          | Leuris Pupo                   |
| Jocs Europeus                        | 21 juny - 2 juliol 2023      | Cracòvia         | 1      | Txèquia       | Martin Podhrasky              |
| Campionat del Món de Tir             | 14 - 31 agost 2023           | Bakú             | 4      | Xina          | Li Yuehong                    |
| Campionat del Món de Tir             | 14 - 31 agost 2023           | Bakú             | 4      | Japó          | Dai Yoshioka                  |
| Campionat del Món de Tir             | 14 - 31 agost 2023           | Bakú             | 4      | Ucraïna       | Denys Kushnirov               |
| Campionat del Món de Tir             | 14 - 31 agost 2023           | Bakú             | 4      | Estònia       | Peeter Olesk                  |
| Campionat d'Àfrica de Tir            | 1 - 10 octubre 2023          | Caire            | 1      | Egipte        | Omar Khaled Abdelhady Mohamed |
| Jocs Panamericans                    | 20 octubre - 5 novembre 2023 | Santiago de Xile | 2      | Veneçuela     | Douglas Gómez                 |
| Jocs Panamericans                    | 20 octubre - 5 novembre 2023 | Santiago de Xile | 2      | Estats Units  | Henry Leverett                |
| Campionat d'Àsia de Tir              | 22 octubre - 2 novembre 2023 | Changwon         | 2      | Índia         | Anish Banwala                 |
| Campionat d'Àsia de Tir              | 22 octubre - 2 novembre 2023 | Changwon         | 2      | Corea del Sud | Song Jong-ho                  |
| Campionat d'Oceania de Tir           | 30 octubre - 6 novembre 2023 | Brisbane         | 1      | Austràlia     | Scott Anderson                |
| Campionat d'Àsia de Rifle & Pistola  | 5 - 18 gener 2024            | Jakarta          | 2      | Kazakhstan    | Nikita Chiryukin              |
| Campionat d'Àsia de Rifle & Pistola  | 5 - 18 gener 2024            | Jakarta          | 2      | Índia         | Vijayveer Sidhu               |
| Campionat de les Amèriques           | 31 març - 7 abril 2024       | Buenos Aires     | 1      |               |                               |
| Campionat d'Europa de 25m i 50m      | Abril - maig 2024            | Osijek           | 2      |               |                               |
| Campionat d'Europa de 25m i 50m      | Abril - maig 2024            | Osijek           | 2      |               |                               |
| Campionat de classificació           | 11 - 19 abril 2024           | Rio de Janeiro   | 2      |               |                               |
| Campionat de classificació           | 11 - 19 abril 2024           | Rio de Janeiro   | 2      |               |                               |
| Rànquing mundial olímpic             | 9 juny 2024                  | -                | 2      |               |                               |
| Rànquing mundial olímpic             | 9 juny 2024                  | -                | 2      |               |                               |
| Places universals                    | -                            | -                | 1      |               |                               |

## Medaller històric
| Posició | País              | 1 | 2 | 3 | Total |
| ------- | ----------------- | - | - | - | ----- |
| 1       | Alemanya          | 4 | 2 | 1 | 7     |
| 2       | Estats Units      | 3 | 1 | 0 | 4     |
| 3       | Romania           | 2 | 3 | 3 | 8     |
| 4       | França            | 2 | 2 | 1 | 5     |
| 5       | Hongria           | 2 | 1 | 1 | 4     |
| 6       | Polònia           | 2 | 0 | 0 | 2     |
| 7       | Alemanya de l'Est | 1 | 3 | 0 | 4     |
| 8       | URSS              | 1 | 1 | 3 | 5     |
| 9       | Finlàndia         | 1 | 1 | 2 | 4     |
| 10      | Rússia            | 1 | 1 | 1 | 3     |
| 11      | Cuba              | 1 | 1 | 0 | 2     |
| 11      | Alemanya nazi     | 1 | 1 | 0 | 2     |
| 11      | Grècia            | 1 | 1 | 0 | 2     |
| 14      | Itàlia            | 1 | 0 | 2 | 3     |
| 15      | Ucraïna           | 1 | 0 | 0 | 1     |
| 15      | Japó              | 1 | 0 | 0 | 1     |
| 15      | Brasil            | 1 | 0 | 0 | 1     |
| 18      | Suècia            | 0 | 2 | 3 | 5     |
| 19      | Suïssa            | 0 | 1 | 1 | 2     |
| 19      | Txecoslovàquia    | 0 | 1 | 1 | 2     |
| 21      | Índia             | 0 | 1 | 0 | 1     |
| 21      | Bulgaria          | 0 | 1 | 0 | 1     |
| 21      | Letònia           | 0 | 1 | 0 | 1     |
| 21      | Argentina         | 0 | 1 | 0 | 1     |
| 25      | Xina              | 0 | 0 | 3 | 3     |
| 26      | Kazakhstan        | 0 | 0 | 1 | 1     |
| 26      | Equip unificat    | 0 | 0 | 1 | 1     |
| 26      | Àustria           | 0 | 0 | 1 | 1     |
| 26      | Dinamarca         | 0 | 0 | 1 | 1     |